# サフィー・サリ
モハマド・サフィー・ビン・モハマド・サリ（マレー語: Mohd Safee bin Mohd Sali、1984年1月29日 - ）は、マレーシアの元サッカー選手。元マレーシア代表。現役時代のポジションはFWまたはMF。
2011年にはマレーシア人サッカー選手として初めてインドネシア・スーパーリーグでプレイした選手となったほか、2010 AFFスズキカップでは得点王に輝き、マレーシアの優勝に貢献した。東南アジアサッカー選手権ではこれを含めて計4回の大会で得点を記録している選手である。

## 来歴

### クラブ歴

#### テレコム・マレーシアFC
クアラルンプールFAのユース出身の彼であるが、トライアウトに合格したテレコム・マレーシアFCで19歳の時、2003年に初出場を果たした。その後クアラルンプールFAに復帰した。

#### クアラルンプールFA
彼の才能はクアラルンプールFAの監督、イゴル・ノヴァクに知られていた。リーグ戦のペラFA戦でハットトリックを達成し、6-2でこの試合は勝利した。クアラルンプールFAでの初シーズンは合計11得点を獲得しチーム得点王となった。しかし2004シーズンでは僅か2得点の活躍に終わった。2005シーズンではリーグで7得点、ピアラFAマレーシアで3得点、マレーシアカップで1得点の合計11得点を獲得した。

#### サラワクFA
その後、サラワクFAに加入し10得点を挙げチーム得点王に輝いた。彼のサラワクFAでの活躍は代表監督にも知られるようになった。

#### セランゴールFA
2006-07シーズンではセランゴールFAに加入。セランゴールFAでは同国の伝説であるモクタル・ダハリが着けた10番の背番号を戴いた。デヴァン・クプサミ監督に対してもピアラFAマレーシアやマレーシアカップの決勝進出に導く事でアピールしたものの、共にケダFAに3-2で敗北する結果となった。セランゴールFAでの初シーズンは11得点であった。
2年目となった2007-08シーズンは10試合で11得点の活躍を見せるものの、怪我によってシーズンの半分を欠場した。その後2010シーズンには得点ランキング2位につける程返り咲いた。同年のスルタン・ハジ・アフメド・シャー・カップではヌグリ・スンビランFA相手に決勝ゴールを決め、チームの2-1での勝利に大きく貢献した。
2010 AFFスズキカップと2011シーズンのマレーシア・スーパーリーグでの活躍が認められ、インドネシア・スーパーリーグに所属するプルシパシ・バンドン・ラヤに経験を積む為に移籍。セランゴールFAでの最終試合はクアラルンプールFAとの一戦でこの試合は1-1の引き分けに終わった。

#### プルシパシ・バンドン・ラヤ
2011年2月5日、3万米ドルの移籍金と1万米ドル（30360リンギット）の給与でインドネシア・スーパーリーグのプルシパシ・バンドン・ラヤ（PBR）に移籍。1年契約で加入した彼であったが、これによってマレーシア人選手として初めてインドネシア・スーパーリーグに所属した選手となった。当初は背番号10番を与えられる予定であったが、登録上の都合によって55番を与えられた。インドネシア・スーパーリーグでの初出場はスリウィジャヤFCとの一戦であった。PBRでの初シーズンは13試合7得点の結果であった。
2011年10月12日、次シーズンでのクラブの主将となる事、背番号を10番とする事が発表された。2012年3月24日のプルセグレス・グレシック・ユナイテッド戦では4得点の活躍を見せ、合計20得点の活躍をした。

#### カーディフ・シティFCトライアル
2011年にはイングランドのカーディフ・シティFCからトライアルのオファーを受けた。

#### アレマ・インドネシアFC
2013シーズンはアレマ・インドネシアFCに移籍。しかし僅か2試合の出場に止まり、1得点の成績でジョホール・ダルル・タクジムFCにレンタル移籍した。

#### ジョホール・ダルル・タクジムFC
ジョホール・ダルル・タクジムFCにレンタル移籍をしてマレーシアに復帰した彼はマラッカ・ユナイテッドFCとのプレシーズンマッチで初出場、2得点を挙げた。2015年にはAFCカップ2015で決勝戦に進み、パミール・スタジアムで行われたFCイスティクロルとの決勝戦でスターティングメンバーに名を連ねた。

#### PKNS FC
2017年、PKNS FCに移籍した。

### 代表歴

#### アンダー
U-23代表としては2004年のアテネオリンピックの予選に出場した。彼は全試合に出場したものの、その多くは途中出場であった。その後、2005年の東南アジア競技大会前に行われたタイU-23代表との一戦にビチケイ・ベルタラン監督の下出場、同大会にも出場したもののフィリピンU-23代表から1得点を挙げたのみで彼自身は大きな活躍をする事が出来なかった。マレーシアU-23代表自体は順調に勝ち進み、銅メダルを獲得した。その後、ノリザン・バカル監督によって2006年アジア競技大会のメンバーに選抜されたものの、ここでも活躍する事は出来なかった。
2006年アジア競技大会でチーム自体も予選敗退となると、彼はサチアナタン監督によってメインストライカーに選ばれた。モハマド・ザクアン・アドハ・アブドゥル・ラザクと共にムルデカ大会2007に出場、ミャンマー代表を倒し優勝、彼自身も4得点で得点王に輝いた。その後2007年の東南アジア競技大会の代表にも選抜され、2得点を挙げたがマレーシアU-23代表はシンガポールU-23代表と引分たために準決勝進出とならなかった。
2008年にはインター・コンチネンタル・カップに出場し、1-3で敗れたアイルランドU-23代表戦、1-0で勝利したイラクU-23代表戦、1-1で引き分けたナイジェリアU-23代表戦でそれぞれ得点を奪い、マレーシアU-23代表がこの大会で獲得した3得点全てを彼が獲得した。この大会が彼にとってU-23代表での最後の試合となった。
2010年にはアジア競技大会に向けてのメンバーに選出され、Eximbank Cupに出場したものの、オーバーエイジ枠での参加とはならなかった。

#### A代表
マレーシア・プレミアリーグのサラワクFAでの活躍以降、彼はA代表にも招集されるようになった。2006年2月19日に行われたニュージーランド代表戦で初出場、23日に再び行われたニュージーランド代表との親善試合で初得点を飾った。
AFCアジアカップ2007のメンバーにその後選出された。グループステージ第3戦のイラン代表戦で出場したが、チームは0-3で敗れた。
2008年のムルデカ大会では、ネパール代表から2得点を挙げるなど、合計5得点で大会の得点王に輝いた。しかしチームは決勝でベトナムU-22代表とPK戦に縺れ込み6-5で敗北した。
2010年11月にはラヤゴパル・クリシュナサミ監督から2010 AFFスズキカップに挑むメンバーの一人として選出された。準決勝第1試合ではベトナム代表から2得点を奪い2-0、決勝第1試合のインドネシア代表戦でも2得点を奪い3-0とし、第2試合でも1得点を挙げ、合計5得点で大会得点王に輝いた。チームも彼の得点によって優勝し、マレーシアに初の同大会でのタイトルを齎した。
2012年11月28日には、2012 AFFスズキカップのグループステージ第2戦でラオス代表から得点を奪い、3大会連続得点を達成した。2014年11月29日には2014 AFFスズキカップのグループステージ第3戦でシンガポール代表から得点し、4大会連続得点を達成した。

#### マレーシアリーグXI
彼はマレーシアリーグXIとしても出場経験がある。初出場となったのは2008年7月29日のシャー・アラム・スタジアムで行われたチェルシーFC戦で、マレーシアの選手として印象に残った選手の一人となったものの、敗北した。
2011年7月16日のリヴァプールFC戦も3-6で敗北したが、途中出場となった彼は2得点を叩きこんだ。

## プレースタイル
セランゴールFA時代には同国の伝説であるモクタル・ダハリが着けた背番号10番を背負った。彼の攻撃的なプレースタイルとペースの速さ、170cm余りしかない身長を補うフィジカル、そしてそのシュートの決定力は彼を代表のレギュラーに定着させた。マレーシア史上有数の選手とされる彼はそれ以外にもオーバーヘッドやミドルからの得点等の才能も持っている。

## 騒動
2014 AFFスズキカップでの彼の低調なパフォーマンスはサポーターによって批難の嵐にあった。グループステージのタイ代表戦で3-2の敗北を喫した彼はInstagramでマレー語で「ここでネガティブなコメントをしている人々は代表で戦った事があるのか？無いなら黙ってくれ、国の名誉の為に戦っているのだからその強さについては書かないでくれ…もしマレーシア代表を応援する事を恥じるならば他の旗でも応援してくれ」と発言し、物議を醸した。
そんなマレーシア代表であったが結局決勝には進出した。準決勝では第1試合でベトナム代表に2-1で敗北したものの、第2試合で2-4の勝利を挙げ5-3で勝利しての進出であった。彼自身は第2試合は欠場し、報道に依れば怪我の為であったという。ベトナム代表に勝利した彼はInstagramで自らの画像と共に「此間の件で旗を変えたサポーターよ、枕に顔を隠すなよ、ティッシュで拭いてあげるから」と述べて投稿した。画像の一枚につけられていたハッシュタグは#amikkauというものでこれはマレー語で「これでも食らえ！」の意味であった。これによってサポーターの火に油を注いだ彼は、決勝のタイ代表戦でブーイングを浴びた。

## スポンサー
彼は元々アディダスがスポンサーであったが、現在はナイキがスポンサーについている。ナイキからは彼専用のシューズが与えられた。

## 個人成績
代表での得点一覧
| #  | 日附           | 場所                                            | 対戦相手         | 得点 | 結果    | 大会                                   |
| -- | -------------- | ----------------------------------------------- | ---------------- | ---- | ------- | -------------------------------------- |
| 1  | 2006年2月23日  | オークランド                                    | ニュージーランド |      | 2–1 (L) | 親善試合                               |
| 2  | 2008年10月10日 | クアラルンプール                                | パキスタン       |      | 4–1 (W) | 親善試合                               |
| 3  | 2008年10月15日 | プタリン・ジャヤ・プタリン・ジャヤ・スタジアム  | ネパール         | 2-0  | 4–0     | 2008年ムルデカ大会                     |
| 4  | 2008年10月15日 | プタリン・ジャヤ・プタリン・ジャヤ・スタジアム  | ネパール         | 3-0  | 4–0     | 2008年ムルデカ大会                     |
| 5  | 2008年10月20日 | クアラルンプール・ブキット・ジャリル国立競技場  | アフガニスタン   | 5-0  | 6–0     | 2008年ムルデカ大会                     |
| 6  | 2008年10月23日 | クアラルンプール・ブキット・ジャリル国立競技場  | ミャンマー       | 2-0  | 4–0     | 2008年ムルデカ大会                     |
| 7  | 2008年12月6日  | プーケット県スラクル・スタジアム                | ラオス           | 1-0  | 3–0     | 2008 AFFスズキカップ                   |
| 8  | 2008年12月6日  | プーケット県スラクル・スタジアム                | ラオス           | 3-0  | 3–0     | 2008 AFFスズキカップ                   |
| 9  | 2010年12月15日 | クアラルンプール・ブキット・ジャリル国立競技場  | ベトナム         | 1-0  | 2–0     | 2010 AFFスズキカップ                   |
| 10 | 2010年12月15日 | クアラルンプール・ブキット・ジャリル国立競技場  | ベトナム         | 2-0  | 2–0     | 2010 AFFスズキカップ                   |
| 11 | 2010年12月26日 | クアラルンプール・ブキット・ジャリル国立競技場  | インドネシア     | 1-0  | 3–0     | 2010 AFFスズキカップ                   |
| 12 | 2010年12月26日 | クアラルンプール・ブキット・ジャリル国立競技場  | インドネシア     | 3-0  | 3–0     | 2010 AFFスズキカップ                   |
| 13 | 2010年12月29日 | ジャカルタ・ゲロラ・ブン・カルノ・スタジアム    | インドネシア     | 0-1  | 2–1     | 2010 AFFスズキカップ                   |
| 14 | 2011年7月23日  | シンガポール ジャラン・ベサール・スタジアム     | シンガポール     | 0-1  | 5–3     | 2014 FIFAワールドカップ・アジア2次予選 |
| 15 | 2011年7月23日  | シンガポール ジャラン・ベサール・スタジアム     | シンガポール     | 4-3  | 5–3     | 2014 FIFAワールドカップ・アジア2次予選 |
| 16 | 2011年7月28日  | クアラルンプール・ブキット・ジャリル国立競技場  | シンガポール     | 1-0  | 1–1     | 2014 FIFAワールドカップ・アジア2次予選 |
| 17 | 2011年11月16日 | コルカタ                                        | インド           |      | 3–2 (L) | 親善試合                               |
| 18 | 2011年11月16日 | コルカタ                                        | インド           |      | 3–2 (L) | 親善試合                               |
| 19 | 2012年10月16日 | 香港 旺角大球場                                 | 香港             |      | 3–0 (W) | 親善試合                               |
| 20 | 2012年11月14日 | シャー・アラム・シャー・アラム・スタジアム      | 香港             |      | 1–1 (D) | 親善試合                               |
| 21 | 2012年11月28日 | クアラルンプール・ブキット・ジャリル国立競技場  | ラオス           | 2-0  | 4–1     | 2012 AFFスズキカップ                   |
| 22 | 2014年11月29日 | シンガポール シンガポール・ナショナルスタジアム | シンガポール     | 0-1  | 1-3     | 2014 AFFスズキカップ                   |
| 23 | 2015年6月11日  | クアラルンプール・ブキット・ジャリル国立競技場  | 東ティモール     | 1-0  | 1–1     | 2018 FIFAワールドカップ・アジア2次予選 |

マレーシアリーグXIでの出場一覧
| 日附          | 場所                         | 監督                         | 対戦相手                 | 結果     | 得点       |
| ------------- | ---------------------------- | ---------------------------- | ------------------------ | -------- | ---------- |
| 2008年7月29日 | シャー・アラム・スタジアム   | サチアナタン・バスカラン     | チェルシーFC             | 0–2 (敗) |            |
| 2011年7月16日 | ブキット・ジャリル国立競技場 | ラジャゴパル・クリシュナサミ | リヴァプールFC           | 3–6 (敗) | 79分, 82分 |
| 2012年7月24日 | ブキット・ジャリル国立競技場 | ラジャゴパル・クリシュナサミ | アーセナルFC             | 0–2 (敗) |            |
| 2012年7月30日 | ブキット・ジャリル国立競技場 | ラジャゴパル・クリシュナサミ | マンチェスター・シティFC | 0–3 (敗) |            |
| 2013年7月21日 | シャー・アラム・スタジアム   | ラジャゴパル・クリシュナサミ | チェルシーFC             | 1–4 (敗) |            |

## タイトル

### クラブ
セランゴールFA
- マレーシア・スーパーリーグ: 2009, 2010
- スルタン・ハジ・アフメド・シャー・カップ: 2009, 2010
- ピアラFAマレーシア: 2009

ジョホール・ダルル・タクジムFC
- マレーシア・スーパーリーグ: 2014, 2015, 2016
- スルタン・ハジ・アフメド・シャー・カップ: 2015, 2016
- ピアラFAマレーシア: 2016
- AFCカップ: 2015

クアラルンプール・シティFC
- マレーシアカップ: 2021

### 代表
マレーシア
- ムルデカ大会: 2007
- 東南アジアサッカー選手権: 2010

準優勝: 2014

### 個人
- 東南アジアサッカー選手権得点王: 2010
- Goal.com読者選出アジアベストイレブン: 2011[16]